# Сант'Амброджо-ді-Торино
Сант'Амброджо-ді-Торино (італ. Sant'Ambrogio di Torino, п'єм. Sant Ambreus) — муніципалітет в Італії, у регіоні П'ємонт,  метрополійне місто Турин.
Сант'Амброджо-ді-Торино розташований на відстані близько 550 км на північний захід від Рима, 27 км на захід від Турина.
Населення — 4784 особи (2014).
Щорічний фестиваль відбувається 21 листопада. Покровитель — San Giovanni Vincenzo.

## Демографія
Населення за роками:

Станом на 1 січня 2023 року в муніципалітеті офіційно проживали 444 іноземці з 32 країн, серед них 291 громадянин країн Євросоюзу та 4 громадяни України.

## Сусідні муніципалітети
- Авільяна
- Капріє
- К'юза-ді-Сан-Мікеле
- Вальджойє
- Віллар-Дора